# Sergey Golovkin
Sergey Aleksandrovich Golovkin (em russo: Серге́й Александрович Головкин; 26 de novembro de 1959,  Moscou - 2 de agosto de 1996) foi um estuprador, assassino em série russo e necrófilo condenado pela morte de 11 meninos com idades entre 10 e 16 anos na região de Oblast de Moscou entre 1986 e 1992. Ele também ficou conhecido como The Boa, The Udav e The Fisher (O Pescador) e alguns portais informam que ele pode ter matado até mais de 40 jovens.  
Golovkin foi a última pessoa a ser executada na Rússia antes da abolição da pena de morte.  
O portal especializado Murderpedia descreve este caso como "um dos piores casos nos anais do crime em série", referindo-se à crueldade com que ele tratava as vítimas, torturando-as com mutilação (veja imagens da vítimas aqui - conteúdo sensível). 
Já o portal SHR 32 o chamou de "a pessoa mais cruel da história". 

## Infância e juventude
Sergey Golovkin nasceu na antiga União Soviética, com um defeito no osso esterno e frequentemente tinha bronquite e indigestão. Seu pai era alcoólatra e seus pais se divorciaram em 1988, em meio a uma relação conflituosa que incluía espancar o filho. Na escola, onde foi colega de classe de Armen Grigoryan, cantor que liderou a banda de rock Crematório (Krematorij), era considerado solitário e seus colegas do sexo masculino notavam que ele não tinha interesse em meninas. Ele era conhecido por ter enurese e temia que seus colegas sentissem o cheiro de sua urina.  

### Primeiros crimes
Quando Golovkin tinha 13 anos, começou a exibir tendências sádicas, tendo enforcado e decapitado um gato.  
Em 1982, se formou na Academia Agrícola de Timiryazev, tendo depois trabalhado numa coudelaria em Moscou, época em que seu comportamento no trabalho já chamava atenção, reportou o Peoples: "muitos notaram que, durante o desempenho de suas funções no trabalho, às vezes ele se empolgava demais: ao examinar e inseminar cavalos, ele mantinha a mão no reto do animal por muito tempo, enquanto seus olhos ficavam turvos. Se em tal momento ele fosse abordado com uma pergunta, ele parecia não ter ouvido nada. Quando ele sentia os órgãos sexuais de uma égua, algumas mulheres simplesmente se envergonhavam de sua aparência excitada". 
Em 1984 Golovkin cometeu seu primeiro crime conhecido: tentou estuprar e assassinar um menino. 

### Tríade MacDonald
Segundo o SHR 32, ele manifestava todos três aspectos da Tríade MacDonald: enurese noturna, sadismo com animais e piromania. Esta tríade foi proposta décadas atrás para se tentar detectar possíveis psicopatas precocemente - mas a teoria foi depois refutada. 
Nota: a escritora e especialista em assassinos em série Ilana Casoy afirma em seu livro Serial Killer – louco ou cruel? que esta tríade parece estar presente no histórico de todos os assassinos em série.

## Crimes

### Modus operandi
Segundo o Peoples, por muito tempo Golovin apenas espreitou, inclusive perto de acampamentos de férias, onde ele inclusive posteriormente fez uma vítima. Depois, encontrou uma forma de convencer os jovens a acompanhá-lo: de boa aparência e fala mansa, Golovkin passou a convidar os jovens em estações ferroviárias para cometer crimes. Ele deduziu que os jovens com tendências ao crime não tinham a supervisão dos adultos, logo ninguém notaria sua falta. Uma vez que chegavam em áreas de mata e posteriormente à garagem, ele os atacava com uma faca e amarrava. Depois os estuprava, mutilava, desmembrava e descartava os corpos na floresta. 

### Assassinatos no Oblast de Moscou
Em abril de 1986, Golovkin cometeu seu primeiro assassinato, perto da estação ferroviária Katuar, em Nekrasov, na região de Oblast de Moscou. Ele encontrou Andrey Pavlov, de 15 anos, e o ameaçou com uma faca, arrastando-o para a floresta, onde estuprou e depois estrangulou a vítima. Ele cometeu necrofilia no corpo.
No mês de julho seguinte, Golovkin cometeu seu segundo assassinato, sequestrando Andrey Gulyaev, de 12 anos, de um acampamento de verão perto de Odintsovo, Oblast de Moscou. Gulyaev também foi ameaçado com uma faca, levado para a floresta, estuprado e estrangulado. Golovkin depois desmembrou o corpo.
Quatro dias depois do assassinato de Gulyaev, um cadáver de um jovem de 16 anos foi encontrado no distrito de Odintsovsky. Ao todo, 35 facadas foram encontradas e o corpo havia sido desmembrado. Mais tarde, Golovkin negou que fosse o autor deste crime. 

### Assassinatos na garagem
Após uma pausa de aproximadamente três anos, em 1988 Golovkin comprou um carro VAZ-2103, que guardou na garagem, onde começou a construir um porão, originalmente para ser usado como oficina. No entanto, ele percebeu que poderia usar o local como uma masmorra para cometer seus crimes sexuais. A partir de agosto de 1990, Golovkin matou oito meninos de 10 a 16 anos, torturando em duas ocasiões dois meninos ao mesmo tempo. Em setembro de 1992, Golovkin estuprou e matou três meninos ao mesmo tempo. O último deles, foi estuprado e torturado por 12 horas seguidas, antes de ser morto.  
Falando sobre suas três últimas vítimas, o criminoso depois revelou aos policiais: "eu disse a E., suspenso em um gancho, que agora eu queimaria uma palavra obscena em seu peito com um maçarico. Durante a queima, E. não gritou, apenas assobiou de dor. Eu disse a esses três que junto com eles haveria onze meninos por minha conta. Estabeleci a ordem, dizendo às crianças quem morreria primeiro. Desmembrei Sh. na frente de E., enquanto mostrava os órgãos internos e dava explicações anatômicas. O menino sobreviveu a tudo isso com calma, sem histeria. Às vezes ele simplesmente se virava". 

## Investigações
Yevgeny Bakin, Investigador Sênior para Casos Particularmente Importantes, que tinha aceitado o caso em 2 de abril de 1992, disse posteriormente: "eu suspeitava que ele fosse paramédico, enfermeiro, talvez um trabalhador de um necrotério. Havia a possibilidade de estar ligada à agricultura, mais precisamente, à pecuária. Já sabíamos que havia apenas um empreendimento nesta área, uma coudelaria. (...) Além disso, entendemos que se ele não tivesse um veículo - uma motocicleta ou um carro - ele  não teria conseguido levar os meninos, já que todos os três moravam em Gorki-X e naquele dia voltavam para casa da estação de Zhavoronki". 
No entanto, foi um quarto adolescente, que estava na estação ferroviária no momento da abordagem dos três jovens para que roubassem um armazém, mas se recusou a acompanhar o grupo, que, três dias depois, após o desaparecimento dos jovens ter sido registrado pelos pais, daria as pistas aos policiais: descreveu Golovkin e seu carro.  

## Prisão e pena
Em 19 de outubro de 1992 Golovkin foi detido sob suspeita pela polícia. Durante o interrogatório, ele se comportou com calma e negou culpa nos crimes. Os investigadores Kostaryov e Bakin decidiram libertar Golovkin. No entanto, um policial violou a ordem e manteve Golovkin na prisão durante a noite. De manhã Golovkin foi interrogado e confessou os últimos três assassinatos. 
"Tendo encontrado a Garagem de Fisher, os investigadores ficaram horrorizados. A sala estava cheia de ferramentas para tortura - pinças, facas, bisturis", reporta o SHR 32.
Golovkin então confessou um total de 11 assassinatos, revelando onde ele havia descartado os corpos. 
O criminoso foi considerado são, mas com um transtorno esquizoide, e em 19 de outubro de 1994 foi condenado à morte. 
Foi executado em 2 de agosto de 1996 com um único tiro na nuca, tendo sido a última pessoa a ser executada na Rússia antes da abolição da pena capital. 

## Sumário
- Este artigo foi inicialmente traduzido, total ou parcialmente, do artigo da Wikipédia em inglês cujo título é «Sergey Golovkin».